# Eliminatórias da Copa do Mundo FIFA de 2018 - Europa (Grupo H)
O Grupo H das eliminatórias da Europa para a Copa do Mundo FIFA de 2018 foi formado por: Bélgica, Bósnia e Herzegovina, Grécia, Estónia, Chipre e  Gibraltar.
O vencedor do grupo se qualificou automaticamente para a Copa do Mundo de 2018. Além dos demais oito vencedores de grupos, os oito melhores segundos colocados avançaram para a segunda fase, que será disputada no sistema de play-offs.

## Classificação
| Pos | Equipe               | Pts | J  | V | E | D  | GP | GC | SG  | Classificado                              |  | BEL | GRE | BIH | EST | CYP | GIB |
| --- | -------------------- | --- | -- | - | - | -- | -- | -- | --- | ----------------------------------------- |  | --- | --- | --- | --- | --- | --- |
| 1   | Bélgica              | 28  | 10 | 9 | 1 | 0  | 43 | 6  | +37 | qualificadas para a Copa do Mundo de 2018 |  | —   | 1–1 | 4–0 | 8–1 | 4–0 | 9–0 |
| 2   | Grécia               | 19  | 10 | 5 | 4 | 1  | 17 | 6  | +11 | qualificadas para a segunda fase          |  | 1–2 | —   | 1–1 | 0–0 | 2–0 | 4–0 |
| 3   | Bósnia e Herzegovina | 17  | 10 | 5 | 2 | 3  | 24 | 13 | +11 | Eliminado                                 |  | 3–4 | 0–0 | —   | 5–0 | 2–0 | 5–0 |
| 4   | Estónia              | 11  | 10 | 3 | 2 | 5  | 13 | 19 | −6  | Eliminado                                 |  | 0–2 | 0–2 | 1–2 | —   | 1–0 | 4–0 |
| 5   | Chipre               | 10  | 10 | 3 | 1 | 6  | 9  | 18 | −9  | Eliminado                                 |  | 0–3 | 1–2 | 3–2 | 0–0 | —   | 3–1 |
| 6   | Gibraltar            | 0   | 10 | 0 | 0 | 10 | 3  | 47 | −44 | Eliminado                                 |  | 0–6 | 1–4 | 0–4 | 0–6 | 1–2 | —   |

## Partidas
O calendário de partidas foi divulgado pela UEFA em 26 de julho de 2015, um dia após o sorteio ser realizado em São Petersburgo na Rússia.

### Primeira rodada
| 6 de setembro de 2016 | Bósnia e Herzegovina                                               | 5 – 0     | Estónia | Estádio Bilino Polje, Zenica                 |
| 20:45 (UTC+2)         | Spahić 7', 90+2' · Džeko 23' (pen) · Medunjanin 71' · Ibišević 83' | FIFA UEFA |         | Público: 8 820 Árbitro: CZE Miroslav Zelinka |

| Bósnia e Herz. | Estónia |

| 6 de setembro de 2016 | Chipre | 0 – 3     | Bélgica                           | Estádio GSP, Nicósia                      |
| 21:45 (UTC+3)         |        | FIFA UEFA | R. Lukaku 13', 61' · Carrasco 81' | Público: 12 029 Árbitro: GER Felix Zwayer |

| Chipre | Bélgica |

| 6 de setembro de 2016 | Gibraltar  | 1 – 4     | Grécia                                                               | Estádio Algarve, Faro/Loulé (Portugal)[A] |
| 19:45 (UTC+1)         | Walker 26' | FIFA UEFA | Mitroglou 10' · Wiseman 44' (g.c.) · Fortounis 45' · Torosidis 45+2' | Público: 460 Árbitro: DEN Jakob Kehlet    |

| Gibraltar | Grécia |

### Segunda rodada
| 7 de outubro de 2016 | Bélgica                                                           | 4 – 0     | Bósnia e Herzegovina | Estádio Rei Balduíno, Bruxelas               |
| 20:45 (UTC+2)        | Spahić 26' (g.c.) · Hazard 29' · Alderweireld 60' · R. Lukaku 79' | FIFA UEFA |                      | Público: 42 653 Árbitro: ENG Martin Atkinson |

| Bélgica | Bósnia e Herz. |

| 7 de outubro de 2016 | Estónia                                      | 4 – 0     | Gibraltar | A. Le Coq Arena, Tallinn                  |
| 21:45 (UTC+3)        | Käit 47', 70' · Vassiljev 52' · Mošnikov 88' | FIFA UEFA |           | Público: 4 678 Árbitro: RUS Aleksei Eskov |

| Estónia | Gibraltar |

| 7 de outubro de 2016 | Grécia                       | 2 – 0     | Chipre | Estádio Karaiskákis, Pireu                  |
| 21:45 (UTC+3)        | Mitroglou 12' · Mantalos 42' | FIFA UEFA |        | Público: 16 512 Árbitro: CZE Pavel Královec |

| Grécia | Chipre |

### Terceira rodada
| 10 de outubro de 2016 | Bósnia e Herzegovina | 2 – 0     | Chipre | Estádio Bilino Polje, Zenica                         |
| 20:45 (UTC+2)         | Džeko 70', 81'       | FIFA UEFA |        | Público: 8 900 Árbitro: ESP Xavier Estrada Fernández |

| Bósnia e Herz. | Chipre |

| 10 de outubro de 2016 | Estónia | 0 – 2     | Grécia                        | A. Le Coq Arena, Tallinn               |
| 21:45 (UTC+3)         |         | FIFA UEFA | Torosidis 2' · Stafylidis 60' | Público: 4 467 Árbitro: HUN István Vad |

| Estónia | Grécia |

| 10 de outubro de 2016 | Gibraltar | 0 – 6     | Bélgica                                                         | Estádio Algarve, Faro/Loulé (Portugal)[A]    |
| 19:45 (UTC+1)         |           | FIFA UEFA | Benteke 1', 43', 56' · Witsel 19' · Mertens 51' · E. Hazard 79' | Público: 1 959 Árbitro: POL Paweł Raczkowski |

| Gibraltar | Bélgica |

### Quarta rodada
| 13 de novembro de 2016 | Chipre                                 | 3 – 1     | Gibraltar       | Estádio GSP, Nicósia                       |
| 19:00 (UTC+2)          | Laifis 29' · Sotiriou 65' · Sielis 87' | FIFA UEFA | L. Casciaro 51' | Público: 3 151 Árbitro: AZE Aliyar Aghayev |

| Chipre | Gibraltar |

| 13 de novembro de 2016 | Bélgica                                                                                            | 8 – 1     | Estónia   | Estádio Rei Balduíno, Bruxelas               |
| 20:45 (UTC+1)          | Meunier 8' · Mertens 16', 68' · E. Hazard 25' · Carrasco 62' · Klavan 64' (g.c.) · Lukaku 83', 88' | FIFA UEFA | Anier 29' | Público: 37 128 Árbitro: ROU Alexandru Tudor |

| Bélgica | Estónia |

| 13 de novembro de 2016 | Grécia         | 1 – 1     | Bósnia e Herzegovina | Estádio Karaiskákis, Pireu                  |
| 21:45 (UTC+2)          | Tzavelas 90+5' | FIFA UEFA | Pjanić 32'           | Público: 20 075 Árbitro: SWE Jonas Eriksson |

| Grécia | Bósnia e Herz. |

### Quinta rodada
| 25 de março de 2017 | Bósnia e Herzegovina                                          | 5 – 0     | Gibraltar | Estádio Bilino Polje, Zenica                     |
| 18:00 (UTC+1)       | Ibišević 4', 43' · Vršajević 52' · Višća 56' · Bičakčić 90+4' | FIFA UEFA |           | Público: 8 285 Árbitro: NOR Svein-Erik Edvartsen |

| Bósnia e Herz. | Gibraltar |

| 25 de março de 2017 | Chipre | 0 – 0     | Estónia | Estádio GSP, Nicósia                         |
| 19:00 (UTC+2)       |        | FIFA UEFA |         | Público: 3 864 Árbitro: FIN Ville Nevalainen |

| Chipre | Estónia |

| 25 de março de 2017 | Bélgica    | 1 – 1     | Grécia        | Estádio Rei Balduíno, Bruxelas           |
| 20:45 (UTC+1)       | Lukaku 89' | FIFA UEFA | Mitroglou 46' | Público: 42 281 Árbitro: GER Felix Brych |

| Bélgica | Grécia |

### Sexta rodada
| 9 de junho de 2017 | Bósnia e Herzegovina | 0 – 0     | Grécia | Estádio Bilino Polje, Zenica                |
| 20:45 (UTC+2)      |                      | FIFA UEFA |        | Público: 10 640 Árbitro: ITA Nicola Rizzoli |

| Bósnia e Herz. | Grécia |

| 9 de junho de 2017 | Estónia | 0 – 2     | Bélgica                  | A. Le Coq Arena, Tallinn                 |
| 21:45 (UTC+3)      |         | FIFA UEFA | Mertens 31' · Chadli 86' | Público: 10 176 Árbitro: SCO John Beaton |

| Estónia | Bélgica |

| 9 de junho de 2017 | Gibraltar     | 1 – 2     | Chipre                                 | Estádio Algarve, Faro/Loulé (Portugal)[A] |
| 19:45 (UTC+1)      | Hernandez 30' | FIFA UEFA | R. Chipolina 10' (g.c.) · Sotiriou 87' | Público: 488 Árbitro: BUL Nikola Popov    |

| Gibraltar | Chipre |

### Sétima rodada
| 31 de agosto de 2017 | Bélgica                                                                                          | 9 – 0     | Gibraltar | Estádio de Sclessin, Liège              |
| 20:45 (UTC+2)        | Mertens 16' · Meunier 18', 61', 67' · R. Lukaku 21', 38', 84' (pen) · Witsel 27' · E. Hazard 45' | FIFA UEFA |           | Público: 24 050 Árbitro: IRL Neil Doyle |

| Bélgica | Gibraltar |

| 31 de agosto de 2017 | Chipre                                   | 3 – 2     | Bósnia e Herzegovina   | Estádio GSP, Nicósia                       |
| 21:45 (UTC+3)        | Christofi 65' · Laban 67' · Sotiriou 76' | FIFA UEFA | Šunjić 33' · Višća 44' | Público: 4 143 Árbitro: ENG Andre Marriner |

| Chipre | Bósnia e Herz. |

| 31 de agosto de 2017 | Grécia | 0 – 0     | Estónia | Estádio Karaiskákis, Pireu               |
| 21:45 (UTC+3)        |        | FIFA UEFA |         | Público: 12 379 Árbitro: ISR Liran Liany |

| Grécia | Estónia |

### Oitava rodada
| 3 de setembro de 2017 | Estónia    | 1 – 0     | Chipre | A. Le Coq Arena, Tallinn                     |
| 19:00 (UTC+3)         | Käit 90+2' | FIFA UEFA |        | Público: 5 491 Árbitro: SUI Adrien Jaccottet |

| Estónia | Chipre |

| 3 de setembro de 2017 | Grécia   | 1 – 2     | Bélgica                        | Estádio Karaiskákis, Pireu                    |
| 21:45 (UTC+3)         | Zeca 73' | FIFA UEFA | Vertonghen 70' · R. Lukaku 74' | Público: 29 465 Árbitro: POL Szymon Marciniak |

| Grécia | Bélgica |

| 3 de setembro de 2017 | Gibraltar | 0 – 4     | Bósnia e Herzegovina                   | Estádio Algarve, Faro/Loulé (Portugal)[A]   |
| 19:45 (UTC+1)         |           | FIFA UEFA | Džeko 35', 85' · Kodro 66' · Lulić 84' | Público: 805 Árbitro: ISL Þorvaldur Árnason |

| Gibraltar | Bósnia e Herz. |

### Nona rodada
| 7 de outubro de 2017 | Gibraltar | 0 – 6     | Estónia                                               | Estádio Algarve, Faro/Loulé (Portugal)[A] |
| 17:00 (UTC+1)        |           | FIFA UEFA | Luts 10' · Käit 30' · Zenjov 38' · Tamm 52', 65', 77' | Público: 750 Árbitro: CRO Fran Jović      |

| Gibraltar | Estónia |

| 7 de outubro de 2017 | Bósnia e Herzegovina                   | 3 – 4     | Bélgica                                                    | Stadion Grbavica, Sarajevo[B]              |
| 18:00 (UTC+2)        | Medunjanin 30' · Višća 39' · Đumić 82' | FIFA UEFA | Meunier 4' · Batshuayi 59' · Vertonghen 68' · Carrasco 84' | Público: 9 657 Árbitro: SCO William Collum |

| Bósnia e Herz. | Bélgica |

| 7 de outubro de 2017 | Chipre       | 1 – 2     | Grécia                      | Estádio GSP, Nicósia                                 |
| 21:45 (UTC+3)        | Sotiriou 18' | FIFA UEFA | Mitroglou 24' · Tziolis 26' | Público: 7 222 Árbitro: ESP Alberto Undiano Mallenco |

| Chipre | Grécia |

### Décima rodada
| 10 de outubro de 2017 | Bélgica                                               | 4 – 0     | Chipre | Estádio Rei Balduíno, Bruxelas          |
| 20:45 (UTC+2)         | E. Hazard 12', 63' (pen) · T. Hazard 52' · Lukaku 78' | FIFA UEFA |        | Público: 37 765 Árbitro: ITA Luca Banti |

| Bélgica | Chipre |

| 10 de outubro de 2017 | Estónia     | 1 – 2     | Bósnia e Herzegovina | A. Le Coq Arena, Tallinn                         |
| 21:45 (UTC+3)         | Antonov 75' | FIFA UEFA | Hajrović 48', 84'    | Público: 4 967 Árbitro: RUS Vladislav Bezborodov |

| Estónia | Bósnia e Herz. |

| 10 de outubro de 2017 | Grécia                                              | 4 – 0     | Gibraltar | Estádio Karaiskákis, Pireu                     |
| 21:45 (UTC+3)         | Torosidis 32' · Mitroglou 61', 63' · Gianniotas 78' | FIFA UEFA |           | Público: 12 739 Árbitro: GEO Giorgi Kruashvili |

| Grécia | Gibraltar |

## Artilheiros
11 gols (1)
- BEL Romelu Lukaku

6 gols (2)
- BEL Eden Hazard
- GRE Kostas Mitroglou

5 gols (3)
- BEL Dries Mertens
- BEL Thomas Meunier
- BIH Edin Džeko

4 gols (2)
- CYP Pieros Sotiriou
- EST Mattias Käit

3 gols (6)
- BEL Christian Benteke
- BEL Yannick Carrasco
- BIH Vedad Ibišević
- BIH Edin Višća
- EST Joonas Tamm
- GRE Vasilis Torosidis

2 gols (5)
- BEL Jan Vertonghen
- BEL Axel Witsel
- BIH Izet Hajrović
- BIH Haris Medunjanin
- BIH Emir Spahić

1 gol (31)
- BEL Toby Alderweireld
- BEL Michy Batshuayi
- BEL Nacer Chadli
- BEL Thorgan Hazard
- BIH Ermin Bičakčić
- BIH Dario Đumić
- BIH Kenan Kodro
- BIH Senad Lulić
- BIH Miralem Pjanić
- BIH Toni Šunjić
- BIH Avdija Vršajević
- CYP Demetris Christofi
- CYP Vincent Laban
- CYP Konstantinos Laifis
- CYP Valentinos Sielis
- EST Henri Anier
- EST Ilja Antonov
- EST Siim Luts
- EST Sergei Mošnikov
- EST Konstantin Vassiljev
- EST Sergei Zenjov
- GIB Lee Casciaro
- GIB Anthony Hernandez
- GIB Liam Walker
- GRE Kostas Fortounis
- GRE Giannis Gianniotas
- GRE Petros Mantalos
- GRE Kostas Stafylidis
- GRE Georgios Tzavelas
- GRE Alexandros Tziolis
- GRE Zeca

Gols contra (4)
- BIH Emir Spahić (para a  Bélgica)
- GIB Roy Chipolina (para a  Chipre)
- GIB Scott Wiseman (para a  Grécia)
- EST Ragnar Klavan (para a  Bélgica)